# Papež Pij VI.
Papež Pij VI. ( latinsko Pius VI; italijansko Pio VI; rojen kot Giovanni Angelo Braschi), italijanski rimskokatoliški duhovnik, škof in kardinal, * 25. december 1717, Cesena, † 29. avgust 1799 
Papež je bil med letoma 1775 in 1799; istočasno je bil tudi vladar Papeške države.

## Življenjepis

### Poreklo in mladost
Giovanni Angelo Braschi se je rodil v Ceseni na božični dan leta 1717 kot najstarejši od osmih otrok grofa Marca Aurelia Tommasa Braschija in Ane Tereze Bandi. 
Njegovi bratje in sestre so bili: Felice Silvestro, Giulia Francesca, Cornelio Francesco, Maria Olimpia, Anna Maria Costanza, Giuseppe Luigi in Maria Lucia Margherita. 
Njegova babica po materini strani je bila grofica Cornelia Zangheri Bandi. 
Dva dni pozneje, 27. decembra, je bil krščen v Ceseni in dobil krstno ime Angelo Onofrio Melchiorre Natale Giovanni Antonio.
Njegova botra sta bila grof Fabio Locatelli in grofica Bianchini Fantaguzzi.
Po očetovi smrti - 2. julija 1759, je nasledil še naslov "Falcinskih grofov" (conte di Falcino).
Šolal se je v jezuitskem zavodu v Ceseni ter komaj sedemnajstleten dosegel doktorat „utriusque iuris“ – iz cerkvenega in civilnega prava ter nadaljeval študije na Univerzi v Ferrari.

### Cerkvene službe
Pred duhovništvom
- 1735-1753: tajnik kardinala Tommasa Ruffa; v tem obdobju:
  - 1740-1753: avditor za primestno škofijo Ostia in Velletri, z bivališčem v poslednjem mestu;
- Študijski pomočnik in nato tajni komornik Benedikta XIV.[10].

Po mašniškem posvečenju
- Septembra 1758 postane osebni prelat Njegove svetosti; potem ga Klemen XIII. imenuje za člana Vrhovnega sodišča signature (14. september);
- September 1759: civilni avditor in tajnik kardinala kamerlenga Carla Rezzonica, nečaka papeža Klemena XIII.;
- 1762: svetovalec kardinalskega zbora glede na Index;
- 22. september 1766: vrhovni zakladničar Apostolske kamere;
- 10. maj 1773: kardinal duhovnik pri Sant'Onofrio;
- opat pri Santa Maria di Valdiponte blizu Perugie itd.;
- 15. februar 1775: izvoljen za rimskega papeža.

## Papež

### Izvolitev
Braschi je prejel podporo tistih, ki niso marali jezuitov, a so verjeli, da bo nadaljeval politiko Klemena XIV. in ohranil določbe njegovega odloka "Dominus ac Redemptor" (1773), s katerim je razpustil red. Po drugi strani pa so jezuitom naklonjeni zelanti verjeli, da je na skrivaj naklonjen redu in pričakovali, da bo popravil krivice, ki so jih jezuiti pretrpeli v prejšnjem pontifikatu. Braschi se bo po izvolitvi soočil s temi različnimi pričakovanji, tako da mu bo praktično nemogoče zadovoljiti katero koli stran.
Kardinal Braschi je bil 15. februarja 1775 izvoljen za papeža in si je nadel ime »Pij VI.«. V škofa ga je 21. februarja 1775 posvetil kardinal Gian Francesco Albani; naslednjega dne pa ga je okronal kardinal protodiakon Alessandro Albani. .

### Sveto leto
V stoletju razsvetljenstva ne preseneča, ne čudi in ne pohujšuje, če je bilo med romarji, ki so se naravnost kazali v javnosti, opaziti vplivne osebnosti, ki razen krsta niso imele na sebi nič krščanskega; spoštovanje do Cerkve in papeža je bilo le navidezno in je prikrivalo zasmeh ali celo upor. „Najbolj krščanski“ kralj Francije, „najbolj katoliški“ cesar Avstrije, „najbolj pobožni“ kralj Neaplja so zgled, kako je možno pokleniti pred papežem na Trgu svetega Petra in ga potem poniževati prek svojih odposlancev in ministrov v postopanju in srečanju.  
Začetek svetega leta je navadno sovpadal z Božičem: tokraj je manjkal tako papež kot škrlatniki, ki so bili zaprti v konklavu, ko je 22. septembra 1774 umrl Klemen XIV. – pa so se šele po 135 dneh zedinili v kandidatu. Giannangelo Braschi je bil izvoljen 15. februarja 1775, sveta vrata pa je odprl 26. februarja. 
Rim je obiskal tudi najmlajši sin Marije Terezije in brat Jožefa II., Maksimilijan, ki ga je papež sprejel z veliko dobrohotnostjo v upanju, da bo omehčal njegovega nepopustljivega brata – ki pa tudi pozneje, ko ga je papež osebno obiskal na Dunaju, ni poznal usmiljenja; šele ob naknadnem obisku v Rimu se je imperator malce omehčal – popolnoma pa po bitki proti Turkom, ko jo je pošteno skupil in je v tem videl Božjo kazen za svoje praganjanje redovnikov in Katoliške Cerkve: šele takrat je preklical večino svojih proticerkvenih odlokov.
Če odmislimo te hinavske posvetne veličine, pa je bilo to jubilejno leto eno od najbolj pobožnih. Čeprav je novi papež v začetku romarje zbegal s pudranjem las po takratni modi, je kmalu pokazal svojo globoko krščansko zavest, ter pripravljenost celo na mučeništvo. 
Nič čudnega, da je celo enciklopedist D’Alambert menil, da je to sveto leto za dvajset let odložilo revolucijo; njegov somišljenik Voltaire pa je vzkliknil: 
„Še eno tako sveto leto – pa bo konec naše filozofije!“

### Razsvetljenstvoomejujecerkvenodelovanje
Papeštvu so razsvetljeni, absolutistični evropski vladarji skoraj popolnoma omejili vpliv in možnost delovanja; najprej so z njegovo pomočjo (1773) uspeli zatreti Družbo Jezusovo, nato pa so prišli na udar tudi ostali, zlasti kontemplativni redovi – papeška najmočnejša opora. Krščanski – vsaj po imenu – vladarji, ki so nekdaj bili papeški zavezniki, so postali njegovi nasprotniki in so tekmovali, kako bodo Cerkev podredili svojim ozkim načrtom.

#### JožefinizemvAvstriji
13. oktobra 1781 je Jožef II. objavil svoj tolerančni patent; z njim se je začela cela vrsta odlokov, s katerimi se je pravzaprav končalo obdobje protireformacije; s temi odloki o strpnosti so namreč tudi v avstrijskih deželah dobili protestanti, pravoslavci, Judi in druge nekatoliške manjšine pravico do svobodnega delovanja. Po drugi strani pa so hudo omejevali cerkveno svobodo, kajti »nepotrebni« samostani so bili razpuščeni, škofijske meje so bile ponovno začrtane, semenišča pa postavljena pod državni nadzor. Z nadaljnimi odloki je Jožef II. zatrl romanja in procesije, ki jih je razsvetljenstvo smatralo za praznoverne. Jožef je bil pod vplivom febronianizma, ki je zagovarjal omejitev papeške oblasti na račun neomejene vladarjeve oblasti, v Avstriji znan po njem kot jožefinizem; Cerkev pa je tod - čisto drugače kot v Franciji - vseeno ostala bogata in vplivna, vendar takorekoč popolnoma podrejena državi.

#### Potovanje naDunajprekslovenskih dežel
Papež Pij VI. se je mudil tudi v Sloveniji. V nameri, da bi cesarja Jožefa II. poskušal omehčati glede ukinjanja samostanov, je leta 1782, v letu Jožefove izdaje odloka, odpotoval na Dunaj. 
Najprej se je ustavil v Gorici in Vipavi. 
10. marca je prispel v Ljubljano, kjer se je zadržal 7 dni. Bival je v hiši križniškega reda, to je v današnjih Križankah. Pred hišo je bila stalno navzoča velika množica ljudi. Tu je sprejel tudi ljubljanskega škofa Karla Herberštajna, s katerim se nista preveč razumela zaradi škofove podpore cesarjevim reformam, ki so bile za Cerkev večinoma škodljive. Pij VI. je zato odklonil Herberštajnovo povabilo, naj med bivanjem v Ljubljani stanuje v škofijski palači poleg stolnice. 
Ljubljančani so papeža z navdušenjem sprejeli in so pred njegovim stanovanjem vztrajno čakali na blagoslov.
V Knežje mesto se je papež pripeljal 17. marca 1782 in tam prenočil. 
»Stanoval je v drugem nadstropju sedanje svetovavnice, tadašne grof Grosove hiše. Pripovedujejo, da je papež tukaj, ko je poldne odzvonilo, v svoji sobi okno odperl ino je blagoslovil veliko množico ljudstva, ki se je bila pred hišoj sbrala. Od tod se je papež drugi dan naprej v Gradec odpeljal.« 
Hiša, ki jo omenja Orožen, je današnji celjski Muzej novejše zgodovine ali, kakor jo Celjani še poznajo, rotovž, mestna hiša na Prešernovi ulici nasproti Marijine cerkve.
18. marca pa je papež s spremstvom prispel v Maribor; pred gradom so ga pričakali grof Janez Cobenzl, sekovski škof Jožef Arco, grof Henrik Brandis in častna četa tamkajšnje vojaške posadke. Za papeževo prehrano je v Mariboru skrbel kuhar z dunajskega dvora s štirimi pomočniki. Prenočil je papež v mariborskem mestnem gradu pri grofu Brandisu. Na Jožefovo, 19. marca, je papež zjutraj maševal v grajski kapeli Loretske Matere Božje, o čemer še danes priča spominska plošča v notranjosti kapele. Po maši je iz lože podelil apostolski blagoslov zbrani množici na Grajskem trgu.
V papeževem spremstvu sta bila tudi dunajski nuncij Giuseppe Garampi in grof Janez Cobenzl, ki ga je cesar poslal papežu naproti do državne meje. Celo odpravo je tvorilo 16 voz z 80 konji. V dopoldanskih urah pa se je odpravil proti Gradcu; na Dunaj je prispel 22. marca. Potovanje Pija VI. od Rima do Dunaja je trajalo 24 dni. 
Papež pri cesarju Jožefu ni izposloval ničesar; zgodovinarji to pripisujejo največ ministru Kaunitzu, ki naj bi bil cesarjev zli duh in se mu na papeževa pisma ter pritožbe ni zdelo vredno niti odgovarjati. Čeprav je obisk minil z vsemi častmi in vso potrebno oskrbo, je cesar takoj, ko je papež odpotoval, ukazal ukiniti nov samostan. Z Dunaja se ni več vračal čez Štajersko, ampak čez Bavarsko: cesar je dal ukiniti prav tisti samostan, v katerem je papež prenočil.

#### Francoska revolucija
V mnogo težjem položaju pa se je znašla Cerkev v Franciji, kjer so se vrstili ukrepi za omejevanje njenega delovanja in celo za njeno uničenje. Namesto krščanskega bogoslužja se je najprej širilo brezboštvo; nato je vodstvo - zlasti Robespierre - vsiljevalo češčenje človeškega Razuma ter zamenjalo judovsko-krščanski teden z dekado - tednom desetih dni. Sledili so si odloki, ki so v času terorja hoteli krščanstvo popolnom iztrebiti.
V Franciji je revolucija zaplenila cerkveno premoženje. S civilno ustavo (1790) je nova vlada od duhovščine zahtevali prisego zvestobe novemu režimu, a papež je 10. marca 1791 uradno obsodil napade revolucionarjev na Cerkev, ki se z Napoleonovim prihodom niso zmanjšali: 1796 je vdrl na ozemlje Papeške države, Rim pa je zasedel 15. februarja 1798, ko je bila razglašena republika. Marca 1799 so starega in bolnega papeža ujeli Francozi in ga odgnali v Francijo, kjer je umrl naslednjega avgusta.
Ob izbruhu francoske revolucije 1789 je bil Pij VI. priča zatiranju Katoliške Cerkve v Franciji ter zaplembi papeških in cerkvenih posesti v Avignonu. Nahujskana drhal je vdirala v cerkve in sežigala ter uničevala zgodovinske in verske dragocenosti, kot so relikvije, slike in kipe - češ da jih "žrtvuje na oltar domovine". Papež je temu oporekal, vendar so tudi njegov odlok in njegovo podobo vstajniki zažgali v Palais Royal v Parizu.
Zato ne čudi, da je papež na to dogajanje gledal kot znak nasprotovanja družbenemu redu, ki ga je določil Bog, in tudi kot zaroto proti Cerkvi. V času protiverskega divjanja je obsodil tako Deklaracijo o pravicah človeka in državljana kot tudi Civilno ustavo duhovščine; obenem je podprl zvezo proti revoluciji, ki pa ni uspela in je imela za Papeško državo, kakor tudi za samo papeževo osebo pogubne posledice. 
Med drugimi je izdal v zvezi s temi dogodki tudi več brevov, ki pa so naleteli na gluha ušesa - med drugimi: Quod aliquantum (10. marca 1791), Charitas quae ter Cum populi (13. april 1791)
Leto 1791 je pomenilo konec diplomatskih odnosov s Francijo in papeški nuncij Antonio Dugnani je bil zaradi tega odpoklican v Rim. Eden od razlogov za prekinitev je bil zaseg papeških posesti v Franciji, ki je končal 516-letno papeško vladavino v Avignonu.
Francoski kralj Ludvik XVI. je bil usmrčen z giljotino 21. januarja 1793, zoper kar je papež brezuspešno ostro oporekal; njegova hči Marie Thérèse je zaprosila Rim za kanonizacijo svojega očeta; Pij VI. je bil temu naklonjen ter je pokojnega kralja 17. junija 1793 na srečanju s kardinali pozdravil kot mučenca, kar je dalo upanje na uspešnost postopka. 
Leta 1820, dve desetletji po smrti Pija VI., je Rimska kurija (Kongregacija svetih obredov) ustavila postopek, saj je bilo nemogoče dokazati, da je kralj umrl zaradi verskih in ne političnih razlogov. Pij VI. je menil, - ne brez razloga - da je bila glavna usmeritev revolucije proti katoliški veri in samemu Ludviku XVI.
Zapisal pa je, da so francoski revolucionarji odpravili "monarhijo, najboljšo od vseh vladavin".

### Delovanje

#### Družba Jezusova
Po izvolitvi je Pij VI. ukazal izpustitev Lovrenca Riccija, vrhovnega generala Družbe Jezusove, ki je brez sodbe čemel v Angelskem gradu, vendar je Ricci umrl preden je odlok stopil v veljavo. 
Morda je prav Pij VI. pomagal jezuitom, da so ubežati razpadu ter se uspešno naselili v Belorusiji in Šleziji.
Leta 1792 je papež nameraval vsesplošno ponovno vzpostaviti jezuite kot najuspešnejši branik proti idejam francoske revolucije, vendar tega ni izpeljal.

#### Marijine sestre
Kot omenjeno, je 19. marca 1782, na potovanju na Dunaj, papež Pij VI. prisostvoval maši v grajski kapeli Loretske Matere Božje v Mariboru. 
Grofova hči Marija Jožefa Brandis (redovno ime Leopoldina) je v tej kapeli zaslišala Božji klic in se 1837 odločila, da postane redovnica. Pozneje je ustanovila red Marijinih sester čudodelne svetinje.

#### Druga dejavnost
17. avgusta 1775 je papež Pij VI. s papeškim odlokom razglasil pristnost prikazovanj Naše Gospe iz Šiluve.
Pij VI. je podpiral razvoj katoliške cerkve v Združenih državah Amerike. Ameriško duhovščino je osvobodil izpod jurisdikcije apostolskega vikarja v Angliji, in novembra 1789 postavil prvi ameriški škofovski sedež v Baltimoru.
Pij VI. je v 23 konzistorijih povišal 73 kardinalov. 
Med svojim pontifikatom ni posvetil nobenega svetnika, ampak je za blažene razglasil skupno 39 posameznikov.
Papež je tudi denarništvo papeških držav postavil na veliko bolj trdne temelje. Pija se najbolj spominjamo v povezavi s širitvijo Vatikanskih muzejev s Pij-Klementinskim muzejem, ki je nastal na predlog njegovega predhodnika Klemena XIV.; in s poskusom izsušitve Pontskih močvirij,; uspešno pa je Pij VI. izsušil močvirja v bližini Citta della Pieve, Perugie in Spoleta. Obnovil je tudi Via Appia. Pij VI. je prav tako poglobil in razširil pristanišča Terracina in Porto d'Anzio, glavno središče papeške trgovine. Pij je bil velik pokrovitelj umetnosti in humanistike; dodal je tudi novo zakristijo Baziliki sv. Petra.

## Dela
- »Documenta Catholica Omnia« (v latinščini). Cooperatorum Veritatis Societas. Pridobljeno 6. decembra 2011.

### Okrožnice
condemning the errors of Johann Valentin Eybel (1741-1805), also known as “Febronianism”
(italijansko)
| No. | Naslov (latinsko)        | Naslov (angleški prevod)          | Vrsta, kraj, vsebina                    | Datum             |
| --- | ------------------------ | --------------------------------- | --------------------------------------- | ----------------- |
| 1.  | Inscrutabile Divinae     | Inscrutable                       | Okrožnica o težavah papeževanja (Rim)   | 25. december 1775 |
| 2.  | Summa Dei                |                                   | bula (Rim)                              | 25. december 1775 |
| 3.  | Suprema dispositione     | papeška bula                      | Opatija v Saint-Dié kot škofijski sedež | 1777              |
| 4.  | Nuper pro                |                                   | breve (Rim)                             | 6. marec 1779     |
| 5.  | Super soliditate         | Johann Valentin Eybel (1741-1805) | bula, ki obsoja febronijanizem (Rim)    | 28. november 1786 |
| 6.  | Quod aliquantum          |                                   | breve (Rim)                             | 10. marec 1791    |
| 7.  | Cum populi               |                                   | breve (Rim)                             | 13. april 1791    |
| 8.  | Charitas quae            | Charity (breve)                   | Civilna prisega v Franciji              | 13. april 1791    |
| 9.  | Adeo nota                |                                   | okrožnica (Rim)                         | 23. april 1791    |
| 10. | Quo luctu                |                                   | breve (Terracina)                       | 4. maj 1791       |
| 11. | Ancorché antichissimo    |                                   | kirograf (Rim)                          | 5. november 1791  |
| 12. | In gravissimis           |                                   | okrožnica (Rim)                         | 19. marec 1792    |
| 13. | Novae hae litterae       |                                   | okrožnica (Rim)                         | 19. marec 1792    |
| 14. | Ubi communis             |                                   | breve (Rim)                             | 4. april 1792     |
| 15. | Dum nos                  |                                   | okrožnica (Rim)                         | 19. april 1792    |
| 16. | Quo fluctu               |                                   | breve (Rim)                             | 30. maj 1792      |
| 17. | Ubi lutetiam             |                                   | okrožnica (Rim)                         | 13. junij 1792    |
| 18. | Ignotae nemini           |                                   | okrožnica (Rim)                         | 21. november 1792 |
| 19. | Quae causa               |                                   | breve (Rim)                             | 24. november 1792 |
| 20. | Perpensis circumstantiis |                                   | izjava (Rim)                            | 10. december 1792 |
| 21. | Quare lacrymae           |                                   | O umoru Ludvika XVI. (nagovor Rim)      | 17. junij 1793    |
| 22. | Ad nostras manus         |                                   | okrožnica (Rim)                         | 31. julij 1793    |
| 23. | Auctorem fidei           |                                   | bula (Rim)                              | 28. avgust 1794   |
| 24. | Christi Ecclesiae        |                                   | bula (Rim)                              | 30. december 1797 |
| 25. | Constantiam vestram      |                                   | breve (San Cassiano)                    | 10. november 1798 |
| 26. | Cum nos superiori        |                                   | bula (Florenca)                         | 13. november 1798 |
| 27. | Quoties animo            |                                   | breve                                   | 13. avgust 1799   |
| 28. | Super soliditate Petrae  |                                   | breve (Rim)                             | 28. november 1786 |

## Smrt in spomin

### Odstavitev podNapoleonom
Leta 1796 so enote francoskih republikancev pod poveljstvom Napoleona napadle Italijo in premagale papeške čete. Francozi so zasedli Ancono in Loreto. Pij VI. je zaprosil za mir, ki je bil sklenjen v Tolentinu 19. februarja 1797. Francozi so kradli po Rimu dragocene umetnine in jih odnašali v Francijo; zato so 28. decembra 1797 izbruhnili nemiri, v katerih je bil ubit general Duphot. Odšel je namreč z Jožefom Bonapartom kot del francoskega veleposlanstva v Rim. Njegov umor je bil nova pretveza za napad.
General Berthier je odkorakal v Rim, vanj brez odpora vstopil 10. februarja 1798 in z razglasitvijo Rimske republike zahteval od papeža, da se odpove svoji zemeljski oblasti.
Ko je papež to zavrnil, so ga ujeli in 20. februarja odpeljali iz Vatikana v Sieno, od tam pa v Certoso blizu Firenc. Francoska razglasitev vojne Toskani je privedla do njegove odstavitve. Spremljal ga je Španec Pedro Gómez Labrador, markiz Labradorja, ko je potoval prek Parme, Piacenze, Torina in Grenobla. 

#### Smrt v ječi
Ker zaradi starosti in bolezni ni mogel nadaljevati potovanja proti Parizu, so ga tu zaprli v trdnjavo Valence. Vse napore in poniževanja je potrpežljivo prenašal in le nekaj dni pred svojo smrtjo zapisal:
| Italijanski izvirnik | Slovenski prevod                                                                                                |
| --- | --- |
| „Le tante tribolazioni che troppo Ci hanno colpito, Ci avrebbero soprafatto se la grazia di Gesù Cristo non Ci avesse aiutato.“ | „Tolikere stiske, ki so nas prehudo prizadele, bi nas premagale, če nam ne bi pomagala milost Jezusa Kristusa.« |

Avstrijci so ga dvakrat brezuspešno poskušali med potovanjem osvoboditi. V trdnjavi-ječi je torej umrl šest tednov po svojem prihodu, 29. avgusta 1799. Valence je mestece na obali reke Rone, okrog sto kilometrov južno od Lyona.
Mestni uradnik Jean-Louis Chauveau je poslal poročilo direktoriju „o smrti omenjenega Giovannija Angela Braschija, ki je opravljal dolžnost papeža “, s pripombo, „da je pokojni papež bil zadnji“. 
Pij VI. je torej vladal dlje kot kateri koli papež dotlej (1775–1799): 24 let, 6 mesecev in 15 dni (8,962 dni), medtem ko je danes po dolžini pontifikata na 5. mestu.
Papež Pij VI. je umrl v ječi, v izgnanstvu v Franciji. Rim so tedaj zasedala Napoleonova krdela in on je računal, da bo s papeževo smrtjo konec ne le Papeške države, ampak tudi papeštva in s tem tudi katoliške Cerkve.

#### Pokop brez pogreba
Telo Pija VI. je bilo balzamirano, vendar je bilo pokopano na pokopališču Sv. Katarine šele 30. januarja 1800, potem ko je Napoleon videl politično prednost pri pokopu pokojnega papeža v prizadevanjih, da bi katoliško Cerkev vrnil v Francijo. Njegovo spremstvo je nekaj časa vztrajalo, da naj bi izpolnili njegovo zadnjo željo ter ga pokopali v Rimu, takrat za avstrijskimi črtami. Prav tako so preprečili civilno-ustavnemu škofu, da bi predsedoval pogrebu, kot so takrat zahtevali francoski zakoni, tako da sploh ni bilo pogreba. Ta spor glede umeščanja škofov je uredil konkordat iz 1801.
Telo Pija VI. so odpeljali iz Valence 24. decembra 1801 in ga pokopali v Rimu 19. februarja 1802; šele takrat je bil Pij VI. deležen katoliškega pogreba, ki se ga je udeležil njegov naslednik Papež Pij VII.. Marmornat spomenik klečečega papeža je oblikoval Canova. Na podnožju beremo:
| Latinski izvirnik                         | Slovenski prevod                        |
| ----------------------------------------- | --------------------------------------- |
| Pius VI Braschius Caesenas - Orate pro eo | Pij VI. Braschi Cesenski - Molite zanj! |

#### Ponovni pokop
Z odlokom papeža Pija XII. leta 1949 so bili posmrtni ostanki Pija VI. prestavljeni v Marijino kapelo pod Baziliko svetega Petra v Vatikanskih jamah; položili so jih v starodavni marmorni sarkofag. 
Napis na steni nad zabojnikom se glasi:
| Latinsko besedilo | Slovenski prevod |
| --- | --- |
| MORTALES PII VI EXVVIAS QVEM INIVSTVM CONSVMPSIT EXILIVM PIVS XII PONT. MAX. HEIC DIGNE COLLOCARI AC MARMOREO ORNAMENTO ARTE HISTORIAQVE PRAESTANTISSIMO DECORARI IVSSIT A. MCMXXXXIX | Posmrtni ostanki Pija VI., ki je dotrpel v krivičnem izgnanstvu, so bili leta 1949 po naročilu Pija XII. položeni semkaj in okrašeni z umetnostno-zgodovinsko odličnim marmornatim okrasjem. |

### Spomin

#### Srce je vrnjeno Franciji
Truplo so za časa njegovega naslednika Pija VII. prenesli v Baziliko sv. Petra v Rimu; srce je pa papež velikodušno odstopil Stolnici sv. Apolinarija v Valenci, kjer ga v mavzoleju še danes hranijo; o tem priča napis v latinščini:
| PIVS VI PONT.[IFEX] MAX.[IMUS] (latinski izvirnik) | Vrhovni Mostodelec Pij VI. (slovenski prevod) |
| --- | --- |
| DIE 29 AVGVSTI 1799 VALENTIÆ ALLOBROGORVM PIENTISSIME OBI[V]IT CVIVS CORPVS IN CŒMETERIO S.CATHARINÆ DEPOSITVM ROMAM DIE 29 DECEMB. 1802 TRANSLATVM IN BASILICA VATICANA IVXTA B.[ASILICA]PETRI CONFESSIONEM REQVIESCIT PRÆCORDIA EIVS PII VII MVNIFICIENTIA VALENTINÆ CATHEDRALI DIE 29 MARTII 1803 CONCESSA IN HOC MARMORE DIE 25 OCT. 1811 INCLVSA RELIGIOSE SERVANTVR | 29. avgusta 1799 je najpobožneje umrl v Alobroški Valenciji njegovo truplo so položili na Pokopališče sv. Katarine prenesli v Rim 29. decembra 1802 ter mu podelili v Vatikanski baziliki blizu Konfesije počivališče. Srce in notranjost je velikodušno odstopil Pij VII. Stolnici v Valenciji dne 29. marca 1803. 25. oktobra 1811 pa so jih pobožno shranili v ta marmor. |

#### V literaturi
Dolga avdienca pri Piju VI. je eden najobsežnejših prizorov v De Sadovi povesti Juliette, objavljeni leta 1798. Juliette poučuje papeža – ki ga najpogosteje naslavlja kar z "Braschi" – v dolgoveznem samogovoru, da poseduje celo vrsto domnevnih nenravnosti, ki so jih zagrešili njegovi predhodniki.
Nič nepričakovanega od "razsvetljenega" zagovornika svobodne ljubezni in vsemogočih spolnih perverznosti - tudi pedofilije in umora dečkov - brez kakršnihkoli moralnih ovir ali kazni. V „Justine“ govori namreč o poštenem dekletu, ki ji prav zato v življenju vse gre po zlu; medtem pa je njena sestra „Juliette“ njeno pravo nasprotje – ki pa ji v življenju gre vse po sreči. Obojni povesti: Justine in Juliette, je objavil De Sade anonimno. Napoleon je ukazal njunega avtorja – ki je zaradi nemoralnih spisov bil več v zaporih kot na svobodi – zapreti brez sodbe in je tako odsedel še zadnjih 13 let svojega življenja. 
Max Horkheimer in Theodor Adorno označujeta 1947 „Juliette“ kot utelešeno miselnost razsvetljenstva, ki "demonizira katolištvo kot najsodobnejšo mitologijo - in skupaj s tem civilizacijo kot celoto in to bogoskrunstvo opravlja „razsvetljeno in učinkovito“. 

### Ocena

#### Paskvin
Papeža Pija VI. je Paskvin označil za obotavljavca, češ da:
| Pasquino (italijanski izvirnik)                                                            | Paskvin (slovenski prevod)                                                                        |
| ------------------------------------------------------------------------------------------ | ------------------------------------------------------------------------------------------------- |
| Clemente XIII diceva sempre no. Clemente XIV diceva sempre sì. Pio VI dice sempre sì e no. | Klemen XIII. je pravil vedno ne. Klemen XIV. je pravil vedno da. Pij VI. pa pravi vedno da in ne. |

#### Zmedeni časi
Papež je bil postavljen v splet okoliščin, ki so onemogočale njegovo duhovno upravljanje Cerkve. Francozi so ga ujeli in ga od marca 1799 gnali iz mesta v mesto proti Franciji. Osemdesetletni papež je imel napad možganske kapi, zaradi katere je ohromel ter ni mogel hoditi; vendar je dajal videz pogumne in mirne vdanosti. Nepričakovano tolažbo mu je prineslo čaščenje, ki mu ga je izkazovalo francosko ljudstvo. 14. julija je dosegel Valence v jugovzhodni Franciji in bil tam zaprt do svoje smrti, 28. avgusta (vsi drugi viri navajajo kot smrtni dan 29. avgust 1799). To je pomenilo najnižje dno papeškega ugleda v sodobnem času. 